# Šintava
Šintava (deutsch Schintau, ungarisch Sempte) ist eine Gemeinde im Okres Galanta im Trnavský kraj in der Westslowakei. Sie liegt in der Donauebene in den linksufrigen Auen der Waag gegenüber der Stadt Sereď auf einer Höhe von etwa 135 Metern.

## Geschichte
Der Ort erscheint namentlich 1177 auf einer Liste, auf der auch die Burg Šintava genannt wird. Die anfangs königliche Burg hatte eine große Bedeutung für Ungarn und fiel später in die Hände der Familien Rozgonyi, Thurzo und Esterházy (ab 1642). Durch die Änderung des Flusslaufes der Waag liegt die Burg heute in einer Parkanlage in Sereď, sie verfiel im Laufe der Jahrhunderte und wurde durch ein klassizistisches Kastell ersetzt.
1622 tagte in Schintau die Synode der evangelisch-lutherischen Kirche in Ungarn, die für die „jenseits der Donau“ (d. h. östlich der Donau) gelegenen Landesteile ein Konsistorium mit Sitz in Schintau einsetzte.
1957 wurde aus Teilen des Gemeindegebiets die neugebildete Gemeinde Vinohrady nad Váhom ausgegliedert.
Sehenswert im Ort ist die katholische Kirche aus dem 18. Jahrhundert, die damals anstelle einer älteren Anlage erbaut wurde.

## Bevölkerung
| Jahr                | 1994 | 2004    | 2014    | 2024    |
| ------------------- | ---- | ------- | ------- | ------- |
| Anzahl der Personen | 1608 | 1719    | 1750    | 1712    |
| Unterschied         |      | +6,90 % | +1,80 % | −2,17 % |

| Jahr                | 2023 | 2024    |
| ------------------- | ---- | ------- |
| Anzahl der Personen | 1717 | 1712    |
| Unterschied         |      | −0,29 % |

## Persönlichkeiten
- Hier wirkte der evangelische Reformator Péter Bornemisza, gründete 1563 eine Druckerei und veröffentlichte seine Werke.
- Am 19. April 1772 wurde hier Therese von Artner, eine deutschsprachige Dichterin und Dramatikerin, geboren.